# كونور سميث (لاعب كرة قدم بريطاني)
كونور سميث (بالإنجليزية: Connor Smith)‏ هو لاعب كرة قدم بريطاني في مركز الوسط، ولد في 1 فبراير 2002. لعب مع هارت أوف ميدلوثيان.